# Rein van Duivenboden
 (octobre 2018).
Si vous disposez d'ouvrages ou d'articles de référence ou si vous connaissez des sites web de qualité traitant du thème abordé ici, merci de compléter l'article en donnant les références utiles à sa vérifiabilité et en les liant à la section « Notes et références ».
Rein van Duivenboden, né le 21 janvier 1999 à Waalre, est un acteur, chanteur, auteur-compositeur-interprète et présentateur néerlandais.

## Filmographie

### Téléfilms
- 2016	: Nieuwe Tijden (nl) : Bart
- 2017-2018 :	De Spa (nl) : Mick de Jager
- 2018 : De Eindmusic : Rein
- 2019-2020 : Goede tijden, slechte tijden : Bobby Zwanenberg

### Cinéma
- 2014 : Stoorzender : Timon
- 2016 : Hart Beat : Mik
- 2017 : Pestkop (nl) : Paul

## Théâtre
- 2018-2019 : Kruistocht in Spijkerbroek (nl) : Dolf Wega

## Discographie
Avec son groupe MainStreet (nl) :
- 2013 : Breaking the Rules (sorti le 29 mars 2013)
- 2014 : Runaway (sorti le 17 octobre 2014)
- 2015 : Change is good - The singles collection (sorti le 21 novembre 2015)